# Вохчи (село)
Вохчи́ (арм. Ողջի), ранее Охчи-оглы, Охчуоглы (азерб. Oxçuoğlu) — село в Ширакской области Армении. Расположено на правобережье реки Ахурян, на высоте 1567 м над уровнем моря, в 16 км к юго-западу от Амасии.

## Название
Сведений о происхождении названия села не обнаружено. С армянского название переводится как «живой», в азербайджанском языке слово oxçu означает «стрелец, лучник», слово oğlu — «сын».

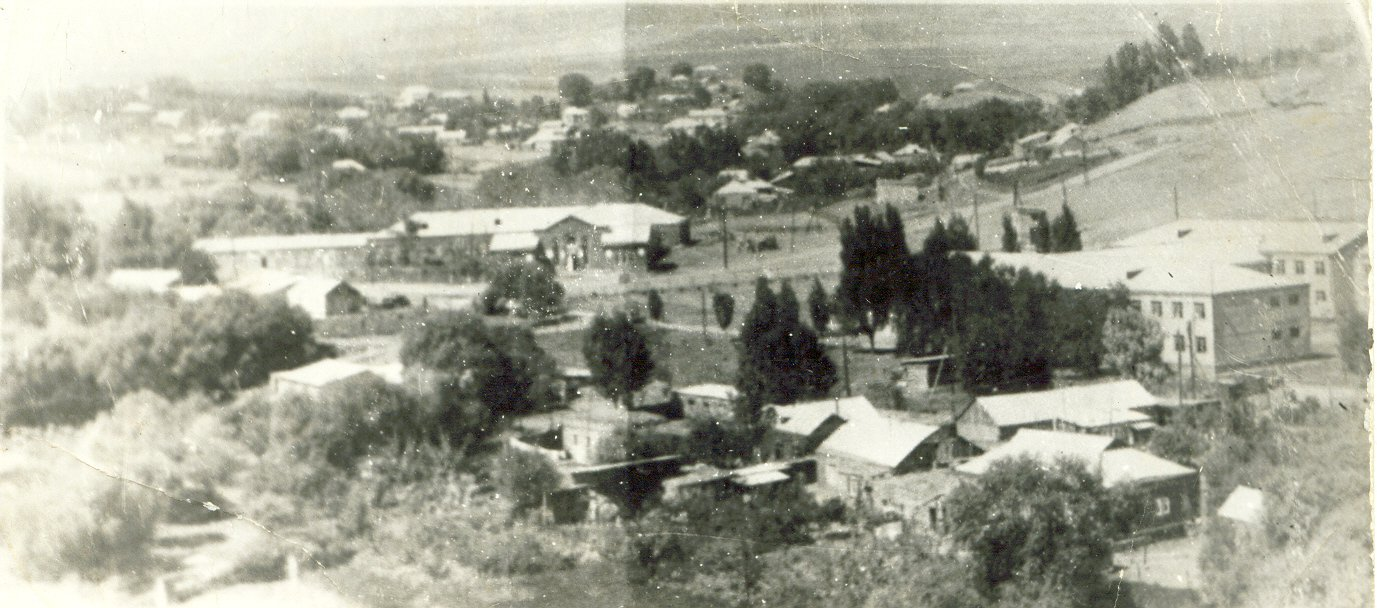
Село Охчогли (1988 г.)

Вохчи — армянское название села с 1991 года.

## История
До 1877 года — в составе Карсского санджака Османской империи. Согласно османской переписи 1848 года, село входило в состав Шурагельского уезда и состояло из 23 хозяйств, которые все были заселены карапапахами.
В результате Русско-турецкой войны 1877—1878 гг. эти земли были заняты Российской империей и вошли во вновь образованную Карсскую область; село относилось к Шурагельскому участку Карсского округа с преобладающим карапапахским населением. По данным «Кавказского календаря» на 1912 год, в селе Охчи-оглы проживало 930 человек, в основном карапапахи.
К концу апреля 1918 года вся Карсская область была оккупирована турецкими войсками, которые покинули её в ноябре того же года по условиям Мудросского перемирия. 1 декабря, сразу же после ухода турецких войск, в Карсе была провозглашена Юго-Западная Кавказская демократическая республика, пытавшаяся вооружённой силой распространить свой контроль на соседние области Закавказья с мусульманским населением и не допустить вхождения Карсской области в состав Республики Армении, однако уже в апреле 1919 года британский генерал-губернатор разогнал местный парламент и передал Карсскую область под управление Республики Армении. Период 1919—1920 гг. в этом регионе характеризовался межнациональными столкновениями и массовым применением вооружённой силы против мусульманского населения, что привело к появлению значительного числа беженцев, искавших спасения в Турции и Иране. В начале 1921 г., после установления мира, часть беженцев возвратилась обратно, но многие семьи остались на турецкой территории
В декабре 1920 года на территории Армении была установлена советская власть. По Карсскому договору (1921) часть территории бывшей Карсской области (правобережье реки Ахурян) отошла к Армянской ССР. Здесь был образован Амасийский район, большинство населения которого составляли этнические азербайджанцы (начиная со Всесоюзной переписи 1939 года карапапахи не выделялись в качестве самостоятельной этнической группы).

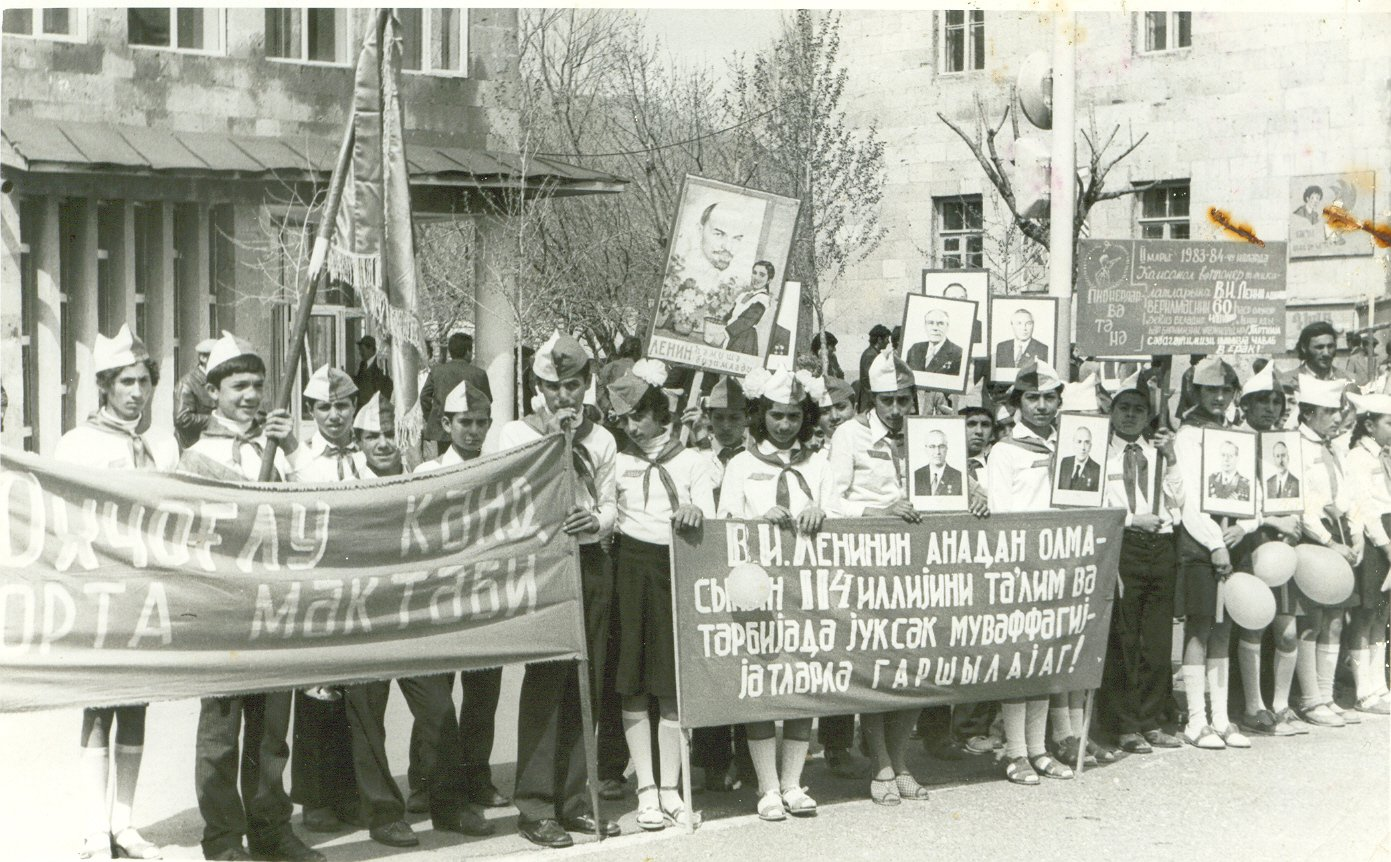
Пионеры сельской школы. 1984.

В 1930-е гг. в селе был создан колхоз, были открыты Дом культуры, библиотека, клуб, медпункт, детский сад и ясли, одна из
первых начальных школ в районе. Эта начальная школа в 1930-е гг. стала семилетней, а в 1960-е гг. — средней школой.
В годы Великой Отечественной войны более 100 жителей села были призваны в армию, из них 77 чел. погибли. Гвардии подполковник Самед
Рамазанов (командир полка, а позднее — заместитель командира дивизии) погиб в боях под Вильнюсом. Капитан Мамед Таги оглу Ибрагимов был тяжело ранен, умер и похоронен на братском кладбище в Махачкале.
Жители села занимались земледелием, скотоводством, птицеводством, пчеловодством, а с 1970-х гг. (после проведения канала из Арпы) — свекловодством и садоводством. В то же время, согласно современным азербайджанским источникам, постепенный рост эффективности сельскохозяйственного производства, усугублённый нехваткой земельных ресурсов, привёл к появлению излишков рабочей силы и вынуждал многих местных жителей выезжать на сезонные работы в российские регионы и Казахстан.
В конце 1988 года жители села, как и остальные азербайджанцы, проживавшие в Армении, в результате резкого обострения межнациональной напряжённости (см. Карабахский конфликт) были вынуждены покинуть родные места и, по большей части, перебраться в Азербайджан. 
В настоящее время село заселено армянами. В 1991 году оно получило другое название — Вохчи, а с 1995 года в связи с упразднением прежней административно-территориальной структуры Армении входит в состав Ширакской области.

## Численность населения
| Год           | 1897   | 1908   | 1911  | 1914   | 1915   | 1931 | 1970 | 1987 | 2001                             | 2008             | 2009             | 2010             |
| Число жителей | 718    | 944    | 930   | 980    | 1080   | 873  | 1412 | 1670 | 540 (наличное), 602 (постоянное) | 579 (постоянное) | 517 (постоянное) | 588 (постоянное) |
| Источники     | [ 18 ] | [ 13 ] | [ 3 ] | [ 19 ] | [ 20 ] |      |      |      | [ 21 ]                           | [ 22 ]           | [ 23 ]           | [ 24 ]           |

## Известные уроженцы
- Джафаров, Мамедтаги Ибрагим оглы (1936—2007) — член НАНА, академик, ректор Азербайджанской сельскохозяйственной академии (1983—1989; 1995—2007)[25].
- Насибов, Аллахьяр Искендер оглы (1952—1990) — жертва «Чёрного января»[26].